# Chikuden Tanomura
Chikuden Tanomura (jap. 田能村 竹田 Tanomura Chikuden; ur. 1777, zm. 1835), właściwie Kōken Tanomura (jap. 田能村 孝憲 Tanomura Kōken); używał też różnych pseudonimów, m.in. Ransui (藍水) i Kyōkaku (狂客) – japoński malarz okresu Edo, reprezentant szkoły nanga. 
Urodził się w miejscowości Taketa na wyspie Kiusiu. Pochodził z rodziny samurajskiej. Zgodnie z rodzinną tradycją kształcony był na lekarza, porzucił jednak zawód i poświęcił się malarstwu. Dużo podróżował po kraju, poszukując tematów do swoich obrazów. Utrzymywał kontakty z wieloma znanymi malarzami swoich czasów, przyjaźnił się m.in. z Gyokudō Uragamim. W 1801 roku odwiedził Edo, gdzie pobierał nauki u Bunchō Taniego. Jego przybranym synem był malarz Chokunyū Tanomura.
Malował pejzaże, kwiaty i scenki rodzajowe. Swoje obrazy opatrywał kaligrafią. Pozostawił po sobie także kilka traktatów teoretycznych na temat malarstwa, m.in. Sanchūjin-jōzetsu (山中人饒舌) i Chikuden-sō shiyūgaroku (竹田荘師友画録).

## Galeria

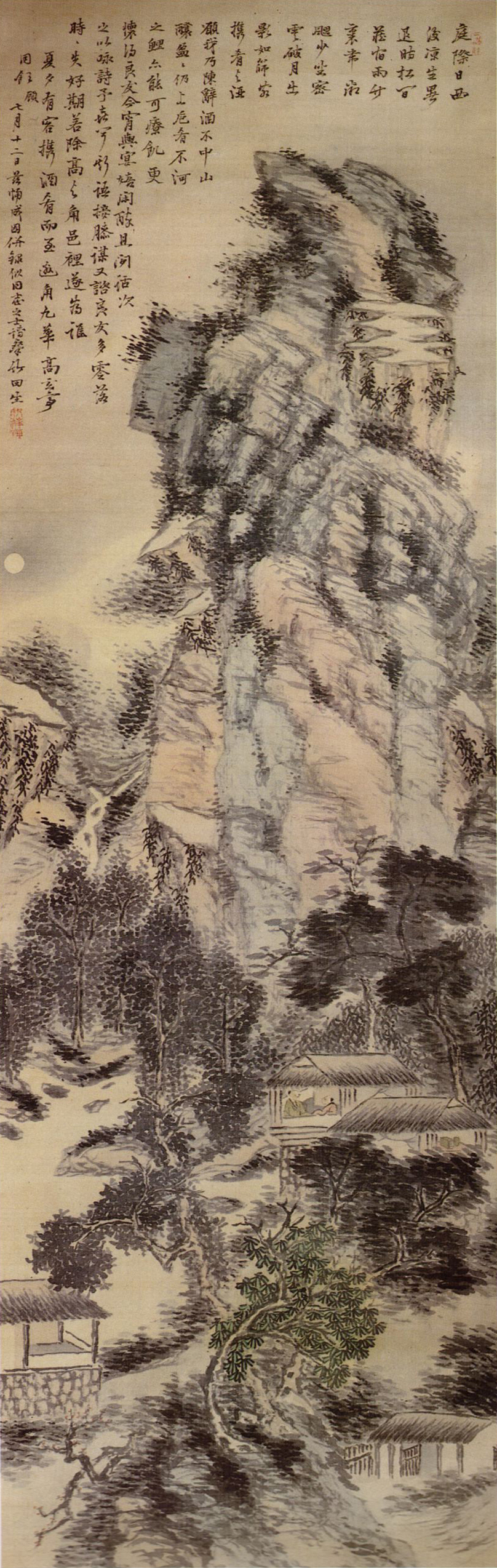
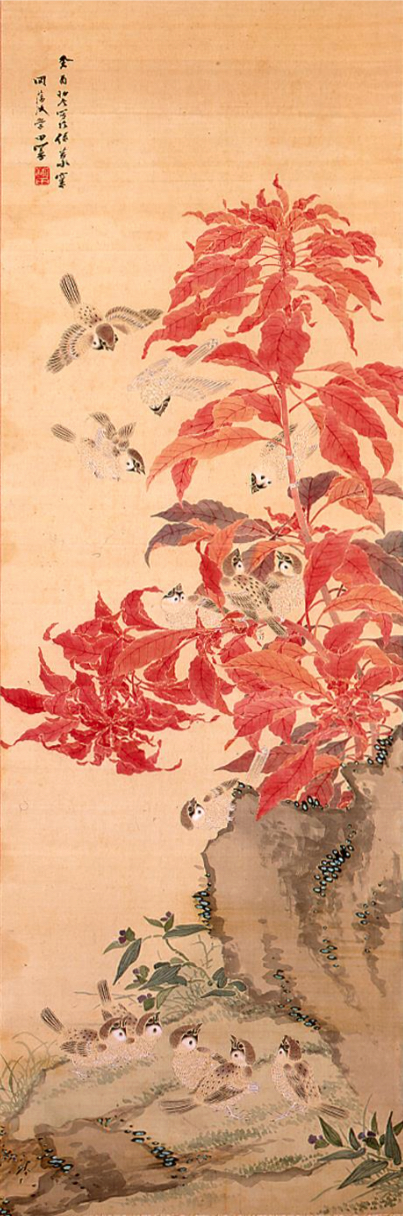
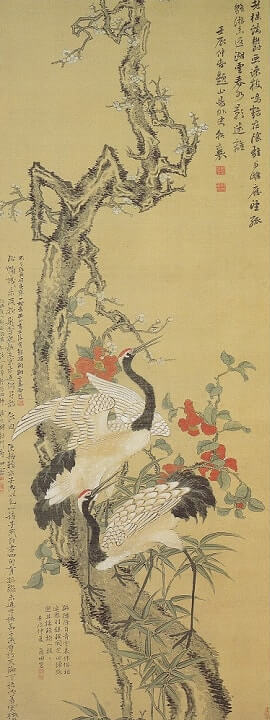
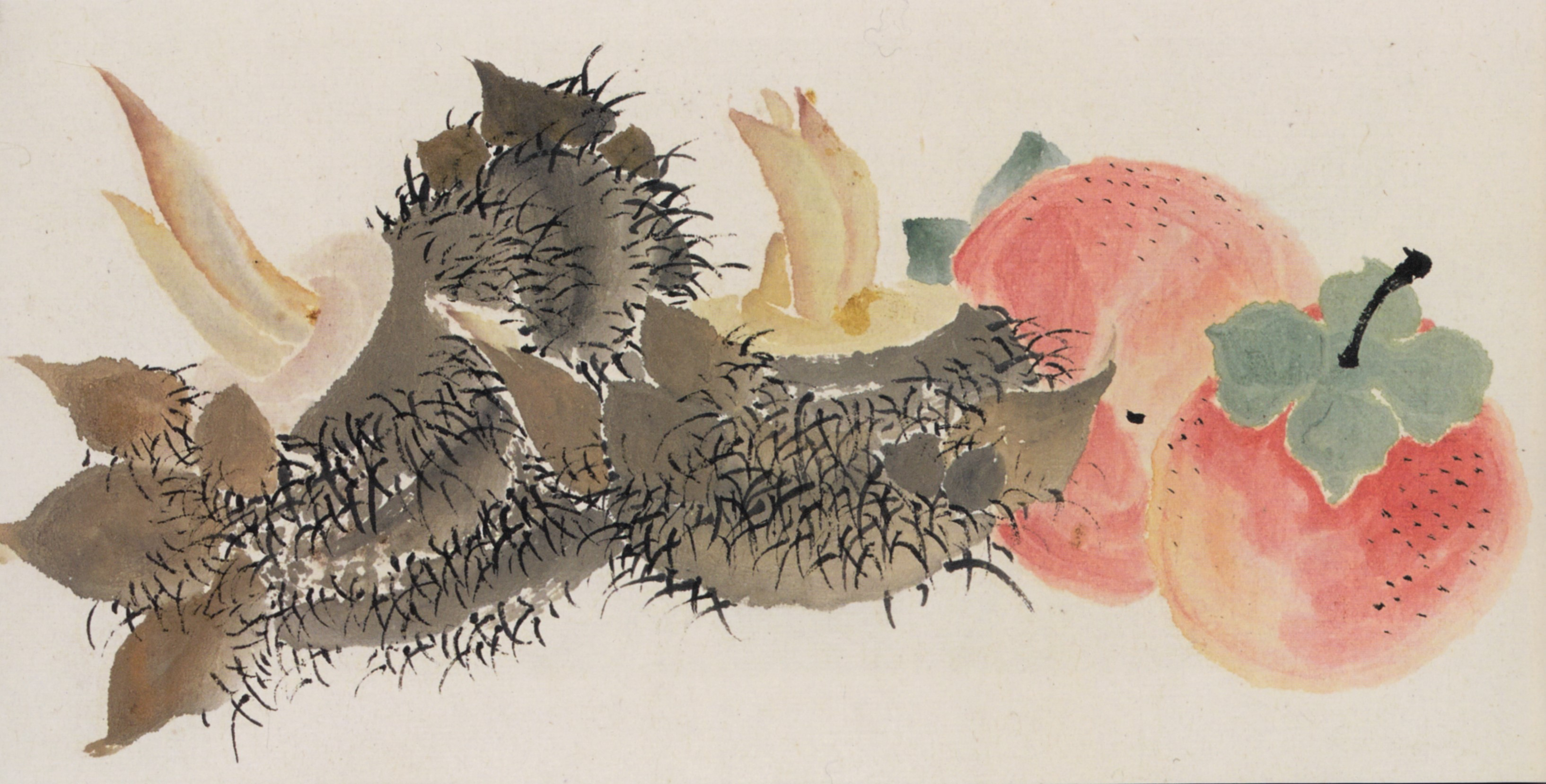